# Яники (Сілезьке воєводство)
Яники (пол. Janiki) — село в Польщі, у гміні Панки Клобуцького повіту Сілезького воєводства.
Населення — 275 осіб (2011).
У 1975-1998 роках село належало до Ченстоховського воєводства.

## Демографія
Демографічна структура станом на 31 березня 2011 року:
|          | Загалом | Допрацездатний вік | Працездатний вік | Постпрацездатний вік |
| -------- | ------- | ------------------ | ---------------- | -------------------- |
| Чоловіки | 138     | 24                 | 100              | 14                   |
| Жінки    | 137     | 25                 | 81               | 31                   |
| Разом    | 275     | 49                 | 181              | 45                   |